# Vladimir Arzamaskov
Vladimir Ivanovitch Arzamaskov (en russe : Владимир Иванович Арзамасков), né le 7 avril 1951 à Stalingrad, dans la République socialiste fédérative soviétique de Russie et décédé en août 1986, est un ancien joueur soviétique de basket-ball, évoluant au poste de meneur.

## Carrière

### Palmarès
- - Avec le Spartak Leningrad :
- La Coupe Saporta : en 1972-1973 et 1974-1975
- champion d'URSS de basket-ball : en 1974-1975

- - Avec le CSKA Moscou :
- champion d'URSS de basket-ball : en 1977–78 et 1978–79

- - Avec l'URSS
- Médaille de bronze aux Jeux olympiques 1976
- Finaliste du championnat d'Europe 1977